# Sonstige Einkünfte (Österreich)
Die sonstigen Einkünfte gehören zu den außerbetrieblichen Einkünften und sind im § 29 EStG erschöpfend (taxativ) aufgelistet.
Zu den sonstigen Einkünften gehören:

## Wiederkehrende Bezüge
Wiederkehrende Bezüge sind Bezüge (§ 29 Z1 EStG), welche nicht bereits durch die ersten sechs Einkunftsarten abgedeckt wurden.
Nicht steuerpflichtig sind:
- freiwillige Leistungen (verliehene Ehrenpension durch den Bundespräsidenten)
- Leistungen an gesetzlich unterhaltsberechtige Personen, z. B. Alimente, Pflegegeld
- Leistungen aus einer Pensionszusatzversicherung, sofern diese die Bedingungen des § 108b EStG erfüllen.

Unter diesen Begriff fallen insbesondere Rentenzahlungen, Zuschüsse und sonstige Vorteile die auf einem besonderen, einheitlichen Verpflichtungsgrund oder einheitlichen Entschluss beruhen z. B.: Vertrag, Gesetz, Testament. Der Zufluss des Bezuges ist bestimmt durch seine zeitliche Regelmäßigkeit. Die Höhe kann variieren (EST-RL Rz 6602).
Besonders zu erwähnen sind Gegenleistungsrenten: Ein Wirtschaftsgut wird gegen Bezahlung einer Rente überlassen. Steuerpflichtig wird dieser wiederkehrende Bezug erst, wenn der Rentenbarwert den Sachwert übersteigt.

Beispiel: Kauf eines Grundstückes mit einem Wert von 150.000 EUR gegen eine Quartalsrente von 5.000 EUR. Nach dem Erhalt der dreißigsten Quartalsrente (150.000 / 5.000 = 30) wird jede weitere Quartalsrente einkommensteuerpflichtig.

## Einkünfte aus privaten Grundstücksveräußerungen und Spekulationsgeschäften
Veräußerungsgeschäfte, die spezielleren Bedingungen unterliegen, werden in § 29 Z 2 EStG genannt. Bis 1. April 2012 war hier von Veräußerungsgeschäften (aufgeteilt in Spekulationsgeschäfte und Veräußerung von Beteiligungen), die Rede. Seither wird zwischen folgenden Einkünften unterschieden:
- Einkünfte aus privaten Grundstücksveräußerungen (§§ 30, 30a, 30b, 30c)
- Einkünfte aus Spekulationsgeschäften (§ 31)

## Einkünfte aus Leistungen
Einkünfte aus Leistungen gemäß § 29 Z3 EStG sind Einkünfte aus gelegentliche Vermittlungen und aus der Vermietung von beweglichen Gegenständen sofern diese nicht den anderen Einkunftsarten gezählt werden können. Die Einkünfte aus Leistungen sind steuerfrei, wenn sie 220 EUR in einem Kalenderjahr nicht übersteigen. Ein Verlust ist nicht ausgleichsfähig.

## Funktionsgebühren
Funktionsgebühren sind alle Geld- und Sachbezüge, die Funktionären von öffentlich-rechtlichen Körperschaften zufließen, sofern diese nicht unter § 25 EStG (nichtselbstständige Arbeit) fallen. Funktionäre (ausübende Organe) sind z. B.: Präsident, Obmann, der Vorstand (Rz 6613 – 6619).